# LiteManager
LiteManager — условно бесплатная программа с закрытым исходным кодом для удалённого администрирования и управления компьютером, разработанная российской группой разработчиков компании LiteManagerTeam. Данный проект является официальным продолжением закрытого ныне Remote Office Manager.

## Особенности
- Управление клавиатурой и мышью компьютера по сети. В отдельном окне видно удаленный рабочий стол контролируемого компьютера.
- Управление удалённым компьютером возможно как с другого компьютера, так и с планшета или смартфона.
- Серверная часть (для управляемого устройства) реализована для работы в среде операционных систем семейства Microsoft Windows. (Версия для Linux, Mac OS реализована в тестируемой версии 5.0)
- Клиентская часть (для управляющего устройства) реализована для Windows, Android, Mac OS, iOS, iPhone, iPad.
- Широкий спектр режимов работы программы — передача файлов, удаленный диспетчер задач, терминал, Wake-On-LAN и многое другое.
- Несколько режимов удаленной установки.
- Возможна работа программы и без установки, в т.ч. и с внешнего носителя.
- Поддержка Microsoft Remote Desktop Protocol (RDP).
- Поддержка мультимониторных систем.
- Карта сети.
- Текстовый и аудио-видео чат.
- Работа через http-/socks5-прокси.
- Каскадное подключение (работа через промежуточный сервер).
- Управление компьютером через Интернет без IP-адреса (соединение по ID).
- Возможность запуска личного NoIpServer.
- Встроенная система запросов (Helpdesk).
- Функция Quick Support при необходимости разового подключения к удаленному рабочему столу (распространяется автономным приложением).
- Трансляция рабочего стола компьютера на мониторы других пользователей, для проведения конференций и обучения.
- Для учебных заведений, создание и проведение тестов, опросов. Централизованная раздача и сбор файлов тестов.

## Бесплатная версия
LiteManager Free имеет лицензию на 30 компьютеров и некоторые ограничения в функциональности (заблокированы такие функции, как удаленный диспетчер устройств, соединение по протоколу RDP, запись по расписанию и некоторые другие, редактор реестра доступен только для просмотра).

## Безопасность
Реализованы две подсистемы безопасности — безопасность Windows NT и безопасность LiteManager. Все данные, передаваемые по сети, сжимаются и шифруются, с использованием современных технологий и протоколов обмена ключами (RSA с 2048-битным ключом обмена и AES с 256-битным сеансовым ключом). Встроенный IP-фильтр позволяет разрешить или запретить доступ с определенных IP-адресов. Встроена защита от подбора пароля и DDOS атак.
Есть возможность запретить какой-либо режим соединения для всех клиентов. Также есть возможность установить пароль на изменение настроек LiteManager-Server, и на вход для LiteManager-Viewer.